# 1816
Промислова революція •  Російська імперія • Боротьба країн Латинської Америки за незалежність

## Геополітична ситуація
У Росії царює імператор Олександр I (до 1825). Російській імперії належить більша частина України, значна частина Польщі, Грузія, частина Закавказзя, Фінляндія. Україну розділено між двома державами — Королівство Галичини та Володимирії належить Австрії, Правобережжя, Лівобережжя та Крим — Російській імперії. Задунайська Січ існує під протекторатом Османської імперії.
В Османській імперії править султан Махмуд II (до 1839). Під владою османів перебувають Близький Схід та Єгипет, Середземноморське узбережжя Північної Африки, частина Закавказзя, значні території в Європі: Греція, Болгарія і Сербія. Васалами османів є Волощина та Молдова.
Австрійську імперію очолює Франц II (до 1835). Вона охоплює, крім власне австрійських земель, Угорщину з Хорватією, Трансильванію, Богемію, Північну Італію. Король Пруссії — Фрідріх-Вільгельм III (до 1840). Баварське королівство очолює Максиміліан I (до 1825). Австрія, Пруссія, Баварія та інші німецькомовні держави об'єднані в Німецький союз.
У Франції править Людовик XVIII (до 1824). Франція має колонії в Карибському басейні, Південній Америці та Індії. На троні Іспанії сидить Фернандо VII (до 1833). Королівству Іспанія належать Нова Іспанія, Нова Гранада, Віцекоролівство Перу, Внутрішні провінції в Америці, Філіппіни. Повсюди в Латинській Америці триває національно-визвольна боротьба. Об'єднані провінції Ріо-де-ла-Плати проголосили незалежність від іспанської корони. У Португалії королює Жуан VI (до 1826). Португалія має володіння в Бразилії, в Африці, в Індії, в Індійському океані й Індонезії.
На троні Великої Британії сидить Георг III (до 1820). Через психічну хворобу короля, триває Епоха Регентства. Британія має колонії в Північній Америці, на Карибах та в Індії. Королівство Нідерланди очолює Віллем I (до 1840).
Сполучені Штати Америки займають територію частини колишніх британських колоній та купленої у Франції Луїзіани. Посаду президента США обіймає Джеймс Медісон, президент-елект Джеймс Монро. Територія на півночі північноамериканського континенту належить Великій Британії, вона розділена на Нижню Канаду та Верхню Канаду, територія на півдні та заході континенту належить Іспанії.
Король Данії та Норвегії — Фредерік VII (до 1863), на шведському троні сидить Карл XIII (до 1818). Італія розділена між Австрією та Королівством Обох Сицилій. Існує Папська держава з центром у Римі.
В Ірані при владі Каджари. Британська Ост-Індійська компанія контролює значну частину Індостану. Усе ще зберігає могутність Імперія Маратха. У Пенджабі існує Сикхська держава. У Бірмі править династія Конбаун, у В'єтнамі — династія Нгуєн. У Китаї володарює Династія Цін. У Японії триває період Едо.

## Події

### В Україні
- У Львові відкрито реальну школу, з якої виросли Львівський торговельно-економічний університет та Національний університет «Львівська політехніка».

### У світі
- Європа і США потерпає від «Року без літа».
- 6 січня російський цар Олександр I своїм декретом видворив єзуїтів із Санкт-Петербурга та Москви.
- 1 лютого у Петербурзі виникла таємна офіцерська організація «Союз порятунку».
- 1 березня підписано Суґаульський договір, яким завершилася Англо-непальська війна.
- 21 березня французький король Людовик XVIII реорганізував Інститут Франції, розділивши його на 4 частини.
- 8 травня Незрівнянна палата Франції заборонила розлучення.
- 4 червня в Естляндській губернії скасовано кріпацтво.
- 9 липня проголошено незалежність Об'єднаних провінцій Ріо-де-ла-Плати.
- 14 серпня Сполучене Королівство формально анексувало архіпелаг Тристан-да-Кунья.
- 6 вересня французький король Людовик XVIII розпустив Незрівнянну палату.
- 25 жовтня президентські вибори в США виграв Джеймс Монро.
- 30 листопада — 11 грудня Індіану прийняли до складу США 19-м штатом.
- 12 грудня Сицилія та Неаполь об'єдналися в Королівство обох Сицилій під владою короля Фердинанда I.
- Засновано Другий банк США.
- Сполучене королівство Португалії, Бразилії й Алгарве анексувало губернаторство Монтевідео.

### Наука
- Девід Брюстер відкрив подвійне променезаломлення в напружених кристалах.
- Рене Лаеннек винайшов стетоскоп.[1]

### Культура
- У липні Джордж Гордон Байрон, Персі Біші Шеллі, Мері Воллстонкрафт Годвін та Джон Полідорі зібралися на віллі на березі Женевського озера й розважалися розповіддю страшних історій. Так народилися «Франкенштайн, або Сучасний Прометей» Мері Шеллі та «Вампір» Полідорі.
- Відбулася прем'єра опери Джоаккіно Россіні «Сивільський цирюльник».
- Засновано Варшавський університет.

## Народились
Дивись також Категорія:Народились 1816
- 9 квітня — Шарль Ежен Делоне, французький астроном і математик
- 21 квітня — Шарлотта Бронте, англійська письменниця
- 21 липня — Пауль Юліус Ройтер (Ізраїль Беєр Йосафат), засновник британського інформаційного агентства Reuters (1850)
- 11 вересня — Карл Цейс, німецький інженер-оптик та підприємець

## Померли
Дивись також Категорія:Померли 1816